# Jurij Lebedev
Jurij Vasil'evič Lebedev (in russo Юрий Васильевич Лебедев?; Mosca, 1º marzo 1951) è un ex hockeista su ghiaccio sovietico, dal 1991 russo.

## Palmarès

### Olimpiadi invernali
- 1 medaglia[1]:
  - 1 argento (Lake Placid 1980)